# The Letter Black
The Letter Black, vroeger onder de naam Breaking the Silence, is een christelijke hardrockband uit Uniontown, Pennsylvania.

## Geschiedenis

### Begin (2006–2009)
Sarah Anthony en haar man Mark Anthony begonnen als praise-duo in hun lokale kerk onder de naam Breaking the Silence. Langzaamaan groeiden ze uit tot een complete hardrockband en werden ze gecontracteerd door Tooth & Nail Records, waarna ze hun naam veranderden naar The Letter Black. Ze geven vaak rond de 150 optredens per jaar en toeren mee met bands als Skillet, RED, en Thousand Foot Krutch.

### Hanging on by a Thread(2009-heden)
In 2010 kwam het debuutalbum van The Letter Black uit, Hanging on by a Thread. Het album bereikte diezelfde dag nog de achtste plek in de iTunes-rockafdeling. In 2011 verscheen een geremixte versie van hun eerste album.
De band is inmiddels bezig aan het tweede studioalbum, Rebuild. De eerste twee singles van het album, "Sick Charade" en "The Only One" zijn al verschenen en het album werd begin 2013 verwacht.

## Discografie

### Studioalbums
- Stand (2007, onder de naam Breaking the Silence)
- Hanging on by a Thread (2010)
- Hanging on by a Remix (2011)
- Rebuild (2013)

### Ep's
- Breaking the Silence EP
- Hanging on by a Thread Sessions Vol. 1
- Hanging on by a Thread Sessions Vol. 2

## Bandleden

### Huidig
- Sarah Anthony – Zang
- Mark Anthony – Gitaar en zang
- Matt Beal – Basgitaar
- Justin Brown – Drums

### Vroeger
- Adam DeFrank – Drums
- Mat Slagle – Drums

### Op tournees
- Ty Dietzler – Gitaar